# Mittenfrequenz
Die Mittenfrequenz f0 ist das geometrische Mittel der unteren f1 und der oberen f2 Grenzfrequenz (Übergangsfrequenz) eines Frequenzbands mit einer bestimmten Filterbandbreite, auch bekannt unter dem Begriff Bandpass.

## Grundlagen
Die Mittenfrequenz der Filterbandbreite B = f2 − f1 wird berechnet aus:
{\displaystyle f_{0}={\sqrt {f_{1}\cdot f_{2}}}}
Oft wird fälschlicherweise mit dem arithmetischen Mittel gerechnet, obwohl die Frequenzen in den Frequenzbändern logarithmisch zusammenhängen. Zum Beispiel ist die Mittenfrequenz der Telefonaudiofrequenzen von 300 Hz bis 3400 Hz nicht (3400 Hz + 300 Hz) / 2 = 1850 Hz, sondern {\displaystyle {\sqrt {300\;{\rm {{Hz}\cdot 3400\;{\rm {Hz}}}}}}\approx 1010\;{\rm {Hz}}}.
Die Mittenfrequenz linear angeordneter Spektren, z. B. in der Antennentechnik, ist dennoch als arithmetisches Mittel zu berechnen:
{\displaystyle f_{0}={\frac {f_{1}+f_{2}}{2}}}

## Eigenschaften
Durch die Definition der Mittenfrequenz sind die Verhältnisse der Grenzfrequenzen zur Mittenfrequenz gleich:
{\displaystyle {\frac {f_{1}}{f_{0}}}={\sqrt {\frac {f_{1}}{f_{2}}}}={\frac {f_{0}}{f_{2}}}}
Werden f1, f0 und f2 auf einer logarithmischen Frequenzskala markiert, so befindet sich f0 streckenmäßig in der Mitte:
{\displaystyle \log {f_{0}}-\log {f_{1}}=\log {f_{2}}-\log {f_{0}}}

## Verwendung als Näherung
Die Bandbreite f2 − f1 ist häufig klein gegenüber der Mittenfrequenz. Dann kann man in guter Näherung das arithmetische Mittel zur Berechnung verwenden:
{\displaystyle f_{0}\approx {\frac {f_{1}+f_{2}}{2}}}
Bei vielen Mittelwellensendern z. B. beträgt die Bandbreite nur 9 kHz. Ein Sender, der mit 1500 kHz angegeben ist, sendet hier also im Band von 1495,5 kHz bis 1504,5 kHz. Die Näherungsformel ergibt
{\displaystyle f_{0}\approx 1500\,\mathrm {kHz} },
während man mit der genauen Formel ermittelt:
{\displaystyle f_{0}=1499{,}993\,\mathrm {kHz} }.
Der mit der Näherungsformel berechnete Wert ist stets zu groß. Wenn man die Bandbreite mit B bezeichnet, beträgt die Abweichung der Näherungsformel ungefähr
{\displaystyle \Delta f\approx {\frac {B^{2}}{8\cdot f_{0}}}},
im angegebenen Beispiel also weniger als 7 Hz.